# Ruta de Rhode Island 177
La Ruta de Rhode Island 177, y abreviada R.I. 177 (en inglés: Rhode Island Route 177) es una carretera estatal estadounidense ubicada en el estado de Rhode Island. La carretera inicia en el Oeste desde la Ruta 179     en Tiverton hacia el Este en la Ruta 177     en Westport. La carretera tiene una longitud de 5,6 km (3.5 mi).

## Mantenimiento
Al igual que las autopistas interestatales, y las rutas federales y el resto de carreteras estatales, la Ruta de Rhode Island 177 es administrada y mantenida por el Departamento de Transporte de Rhode Island por sus siglas en inglés RIDOT.

## Cruces
La Ruta de Rhode Island 177 es atravesada principalmente por la Ruta 81     en Tiverton.